# Theta Mensae
Theta Mensae är en blåvit jätte eller underjätte i Taffelbergets stjärnbild.
Stjärnan har visuell magnitud +5,45 och är svagt synlig för blotta ögat vid god seeing. Den befinner sig på ett avstånd av ungefär 350 ljusår.